# Elena Volkova (nuotatrice)
Elena Jur'evna Volkova (in russo Елена Юрьевна Волкова?; 27 maggio 1968) è un'ex nuotatrice russa, fino al 1992 sovietica.

## Carriera
Specializzata nella rana, ha vinto il titolo di campionessa del mondo ai mondiali di Perth 1991 sulla distanza dei 200 metri.

## Palmarès
- Mondiali

Perth 1991: oro nei 200m rana e bronzo nei 100m rana.
- Europei

Bonn 1989: bronzo nei 200m rana.